# Attentat de l'école de Trollhättan
L'attentat de l'école de Trollhättan est une attaque terroriste d'extrême droite perpétrée par 	Anton Lundin Pettersson dans la matinée du 22 octobre 2015.
Il s'agit de la tuerie en milieu scolaire la plus meurtrière de l'histoire de la Suède.

## Déroulement
Portant un masque évoquant à la fois le personnage de Dark Vador et un casque allemand de la Seconde Guerre mondiale (Stahlhelm), le terroriste a tué avec une épée un enseignant et un étudiant, et blessé grièvement un autre élève et un autre enseignant (qui succomba plus tard à ses blessures). L'assaillant est lui-même décédé plus tard des blessures par balles qu'il a reçues au cours de son interpellation par la police,. La police suédoise évoque des motivations racistes à cette attaque, le tueur faisant l'apologie du Troisième Reich sur les réseaux sociaux et ayant choisi une école accueillant de nombreux élèves d'origine étrangère.

## Victimes
Il y a trois morts (dont deux décédés à l'hôpital) et deux blessés. Les victimes sont indiquées dans un ordre chronologique : 
| Nom            | Situation | Âge    | Infos |
| -------------- | --------- | ------ | --- |
| Lavin Eskandar | Décédé    | 20 ans | Assistant pédagogique. Il est poignardé alors qu'il se trouvait dans le cafétéria de l'école en compagnie d'un élève. |
| David Issa     | Blessé    | 14 ans | Élève. Il était assis à proximité de Lavin Eskandar lorsque celui-ci s'est fait poignardé. Blessé au bras gauche par le terroriste, il parvient cependant à s'enfuir. |
| Ahmed Hassan   | Décédé    | 15 ans | Élève. Il se tenait dans l'escalier entre le rez-de-chaussée et le couloir de l'étage, lorsque le terroriste l'a poignardé à l'estomac. Il est mort des suites de ses blessures à l'hôpital. |
| Nazir Amso     | Décédé    | 42 ans | Professeur de mathématiques. Il s'interpose entre le terroriste et ses élèves. Lorsqu'il lui demande de retirer son masque, celui-ci le poignarde à proximité immédiate du foie. Même si la presse suédoise a un temps indiqué qu'il était en rémission, il succombe finalement à ses blessures, le 3 décembre 2015. |
| Wahed Kosa     | Blessé    | 15 ans | Élève. Assis dans une salle de classe au moment de l'attaque, il ouvre la porte au terroriste, qui le blesse grièvement. |